# Grosser Preis des Kantons Aargau 2001
Il Grosser Preis des Kantons Aargau 2001, trentottesima edizione della corsa, si svolse il 6 maggio su un percorso di 196 km, con partenza e arrivo a Gippingen. Fu vinto dall'olandese Karsten Kroon della Rabobank davanti all'italiano Alberto Elli e al danese Jakob Piil.

## Ordine d'arrivo (Top 10)
| Pos. | Corridore         | Squadra                   | Tempo    |
| ---- | ----------------- | ------------------------- | -------- |
| 1    | Karsten Kroon     | Rabobank                  | 4h43'17" |
| 2    | Alberto Elli      | Team Deutsche Telekom-ARD | s.t.     |
| 3    | Jakob Piil        | CSC-World Online          | s.t.     |
| 4    | Daniel Schnider   | FDJ                       | s.t.     |
| 5    | Simone Bertoletti | Lampre-Daikin             | s.t.     |
| 6    | Steven Kleynen    | Domo-Farm Frites          | s.t.     |
| 7    | Steve Vermaut     | Lotto-Adecco              | s.t.     |
| 8    | Lukas Zumsteg     | Phonak Hearing Systems    | s.t.     |
| 9    | Armin Meier       | Saeco                     | s.t.     |
| 10   | Niklas Axelsson   | Mercury                   | s.t.     |